# Сорадиле
Сорадиле (итал. Sorradile) је насеље у Италији у округу Ористано, региону Сардинија.
Према процени из 2011. у насељу је живело 412 становника. Насеље се налази на надморској висини од 337 м.

## Становништво
Према резултатима пописа становништва 2011. у општини је живело 417 становника.
| 1931. | 1936. | 1951. | 1961. | 1971. | 1981. | 1991. | 2001. | 2011. |
| ----- | ----- | ----- | ----- | ----- | ----- | ----- | ----- | ----- |
| 1.042 | 1.080 | 1.119 | 1.007 | 747   | 659   | 588   | 497   | 417   |